# Der Klügere gibt nach
Der Klügere gibt nach ist eine Polka-Mazurka von Johann Strauss Sohn (op. 401). Das Werk wurde am 19. März 1882 im Konzertsaal des Wiener Musikvereins erstmals aufgeführt.

## Einzelnachweis
1. ↑  Quelle: Englische Version des Booklets (Seite 97) in der 52 CDs umfassenden Gesamtausgabe der Orchesterwerke von Johann Strauß (Sohn), Hrsg. Naxos (Label). Das Werk ist als zehnter Titel auf der 36. CD zu hören.